# Kőszeg
Kőszeg (tedesco: Güns, croato: Kiseg) è una città ungherese della provincia di Vas.

## Geografia
La città sorge lungo il fiume Gyöngyös, su un territorio collinare ai piedi dei Monti Kőszeg nella regione geografica detta Alpokalja, nella parte più occidentale della contea di Vas, presso il confine con la regione austriaca del Burgenland. Kőszeg dista 20 km dalla capitale della provincia, Szombathely e 5 km dal confine austriaco. Kőszeg, insieme a Sopron, è una delle due città ungheresi ai piedi delle Alpi, dal momento che i Monti Kőszeg fanno parte delle Prealpi orientali di Stiria.

## Storia

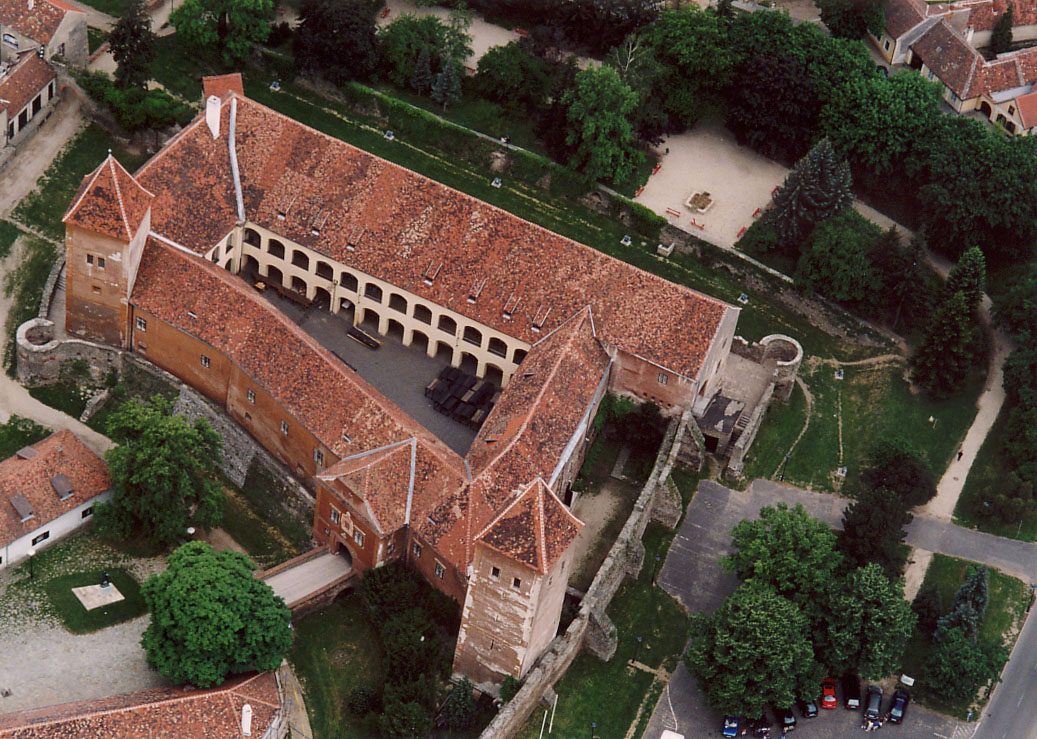
Fortezza di Jurisics

Le origini della città risalgono alla seconda meta del XIII secolo, ad opera della famiglia Volfer, un ramo del clan di Héder, che viveva in Ungheria dal 1157. Poco prima del 1274 Heinrich II e suo figlio Ivan spostarono la corte del Köszegi, un ramo secondario della famiglia, da Güssing verso Kőszeg.
Il predominio della famiglia Kőszeg sulla zona durò fino al 1327, anno in cui questi furono assoggettati da Carlo Roberto d'Angiò.
Nel 1328 la città ottenne lo status di città regia, godendo quindi di ampi privilegi e di una notevole autonomia.
Nel 1392 la città venne comprata dal conte palatino Nicola Garai che la acquistò dalla famiglia Ellerbach di Monyorókerék, che a sua volta l'aveva avuta in ipoteca dal Re Sigismondo di Lussemburgo.
L'agosto del 1532 sotto la guida del capitano Miklos Jurisics i difensori della fortezza di Kőszeg per 25 giorni resistettero agli attacchi delle truppe turche di Solimano il Magnifico sultano turco che voleva conquistare addirittura Vienna.
Dopo le guerre turche, nel 1695 la guarnigione e le aree circostanti di Kőszeg caddero nelle mani dei duchi Esterházy, dove rimasero fino al 1931.
La città perse la sua importanza strategica dopo la guerra d'indipendenza di Rákóczi del 1703–1711. Insieme a Szombathely, Kőszeg fu la fortezza più importante per la leadership militare kuruc dal 1705 al 1708, per liberare e mantenere le aree a ovest del fiume Raab.
Kőszeg conobbe il periodo di pace più lungo della sua storia durante il XVIII secolo. Per la prima volta nella storia della città, nel 1712 si tentò di compensare il calo della popolazione della città cercando di attirare coloni e fondando Schwabendorf (Kőszegfalva).
Kőszeg aveva già perso il suo ruolo di primo piano nella contea di guarnigione di Vas a metà del XIX secolo. Solo poche officine sopravvissero alla crisi produttiva all'interno del sistema corporativo durante la riforma ungherese del primo Ottocento. La fondazione di aziende pubbliche, società e il primo istituto finanziario della contea furono i primi segni di sviluppo civico della città. 
Durante la seconda guerra mondiale, gli ebrei di Kőszeg furono tra gli ultimi ad essere deportati ad Auschwitz nell'estate del 1944. Nello stesso anno i nazisti stabilirono un campo di lavoro forzato a Kőszeg dove in 4.500 morirono di tifo. Con l'imminente arrivo dell'Armata Rossa nel 1945, il campo fu liquidato. I 2.000 sopravvissuti del campo sopportarono una "marcia della morte" di circa 300 chilometri (190 miglia) per diverse settimane attraverso le Alpi fino a Ebensee.
Quando l'Armata Rossa si avvicinò a Kőszeg nel marzo 1945, il comandante ungherese, Béla Király, si arrese per risparmiarle ulteriore distruzione alla città.

## Monumenti e luoghi d'interesse
- Castello Jurisics
- Chiesa del Sacro Cuore

## Amministrazione

### Gemellaggi
- Vaihingen an der Enz, Germania
- Offenbach am Main, Germania
- Mödling, Austria
- Segna, Croazia
- Nitrianske Hrnčiarovce, Slovacchia
- Velletri, Italia